# Kukulkan
|  | Aquest article tracta sobre el déu Kukulkan. Si cerqueu el temple conegut també com a Piràmide de Kukulcan, a Chichén Itzá , vegeu «Temple de Kukulkan». |

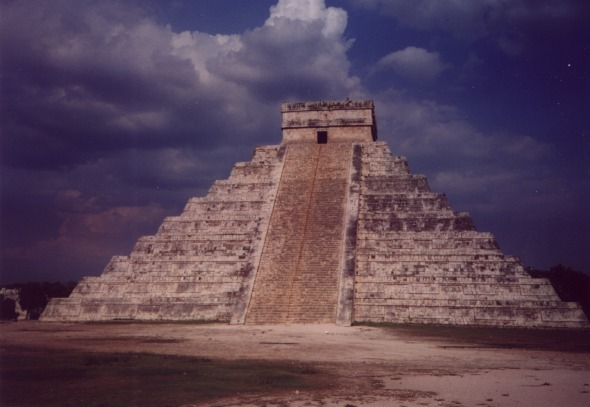
El Temple de Kukulkan

Kukulkan (en maia: k'u uk'ulkan ("ploma i serp") és un important déu en la mitologia maia, també conegut com a Mukú-leh-chan ("colobra amb plomes") entre els maia-chontales de Tabasco. També és conegut com a Gucumatz en la mitologia quiché (en quiché: Q'uk'umatz) ("serp emplomallada"). És referit amb aquest últim nom al Popol Vuh com un déu creador de l'univers juntament amb Tepew.
Per a alguns investigadors, aquest déu és el mateix Quetzalcóatl (en náhuatl: Quetzalcōātl) ("serp emplomallada") dels asteques i prové de la cultura tolteca; per a altres, prové de la cultura olmeca. En tot cas, el seu origen és molt anterior als maies de la península de Yucatán i als itzáes, fundadors de Chichén Itzá en el segle vi, on se li va erigir una piràmide per assenyalar el seu descens en el cicle agronòmic i polític dels maies peninsulars. La presència de la serp emplomallada com a símbol deífic és omnipresent en tota Mesoamèrica.

En el jaciment arqueològic de Chichén Itzá, hom el pot observar com una serp formada com un efecte de llum i ombra que descendeix per l'alfarda de l'escalinata principal de l'edifici construït per a la seva adoració, durant la jornada equinoccial de març i setembre. Va ser una deïtat ràpidament assimilada per l'aristocràcia, malgrat que es va incorporar al panteó maia en una època tardana. 
| «                                                          | ..."Deien i tenien molt cregut que el darrer dia baixava Cuculcan del cel i rebia els serveis, vigílies i ofrenes. Anomenaven aquesta festa Chickaban..." | » |
| — Relación de las cosas de Yucatán, Diego de Landa (1566). | |   |

Apareix com una de les divinitats creadores sota el nom de Gucumatz al Popol Vuh, llibre considerat com la Bíblia dels maies k'iche's; també apareix com a deïtat dels vents amb el nom d'Ehécatl a l'estela 19 de Ceibal. Va assolir especial transcendència a la península de Yucatán, on va ser venerat pels maies itzáes a Chichén Itzá, pels maies cocomes a Mayapán i pels maies tutl xiúes a Maní; en totes aquestes ciutats, s'hi van bastir temples en honor seu.
D'acord amb els testimonis descrits per Diego de Landa, els maies deien que Kukulkan va existir com una persona que va arribar de ponent, abans, després, o alhora que els itzáes arribessin a Chichén Itzá. A la seva partida, es va aturar a Champotón, on també es va erigir un temple en honor seu, al costat del mar, per a posteriorment seguir el seu camí cap a l'altiplà de Mèxic.

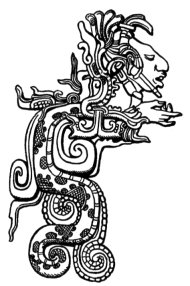
Kukulkan és el nom maia de Quetzalcóatl, personatge important en el període postclàssic dels maies; en llibre sagrat Popol Vuh, és conegut com a "Gukumatz". Aquí el veiem en un dibuix d'un baix relleu de Yaxchilán.

Pel que fa a les seves diferències respecte de Quetzalcóatl, sembla que moltes d'aquestes es devien a les diferències climàtiques entre ambdues regions. Per als asteques, Quetzalcóatl no sols era el Senyor del Sol, sinó el mateix Déu-Sol del país. Kukulcan, a més, té els atributs d'un Déu-Tro. En el clima tropical de Yucatán i Guatemala, el sol al migdia sembla dibuixar els núvols del seu voltant amb formes serpentejants; d'aquestes emanen el tro, la llum i la pluja, per la qual cosa Kukulkan semblaria haver atret els maies més com un déu del cel que com un déu de la mateixa atmosfera, malgrat que moltes vegades les esteles del Yucatán representen Kukulkan amb l'aire sortint-li de la boca, com moltes representacions mexicanes de Quetzalcóatl.
Kukulkan, del qual parlen els arqueòlegs, és la deïtat que més sovint apareix en els manuscrits del Còdex de Dresde i d'altres. Té el nas llarg i truncat, com el d'un tapir, i s'hi troben tots i cadascun dels signes d'un déu dels elements. Camina sobre l'aigua, duu torxes ardents i s'asseu en l'arbre cruciforme dels quatre vents que, amb tanta freqüència, apareix en els mites americans. Evidentment, és un déu del cultiu i un heroi, ja que hom el pot veure plantant blat de moro, portant eines i continuant un viatge, fet que estableix la seva connexió solar.
Segons les cròniques maies, Kukulkan, igual que Quetzalcóatl, és el conqueridor que va arribar a Yucatán pel mar des de l'oest, cap a finals del segle xi, i es va convertir en cabdill i fundador de la seva civilització. De la fusió dels dos mites, Kukulkan apareix com el senyor del vent i de la pluja perquè regeix i governa la nau que el va conduir a Yucatán i el poble que va fundar.